# Julio Mario Santo Domingo
Julio Mario Santo Domingo Pumarejo (* 16. Oktober 1923 in Panama-Stadt, Panamá; †  7. Oktober 2011 in New York City) war ein kolumbianischer Geschäftsmann, Diplomat und Patriarch der wohlhabenden Familie Santo Domingo. Er steuerte mehr als 100 Unternehmen in einem diversifizierten Portfolio der Grupo Santo Domingo. Er gründete eine philanthropische Stiftung, benannt nach seinem Vater, das durch Wohltätigkeit die soziale Entwicklung Kolumbiens fördert.

## Leben
Sein Vater war ein kolumbianischer Bankier und seine Mutter war Beatriz Pumarejo de Vengoechea, Cousine des kolumbianischen Präsidenten Alfonso López Pumarejo. Seine Kindheit verbrachte er in Barranquilla und er studierte an der University of Virginia. Domingo folgte 1972 seinem Vater in der Unternehmensleitung der Grupo Santo Domingo. Die Gruppe wird heute gesteuert von dem Unternehmen Valorem (u. a. Caracol TV, El Espectador, Bavaria), das auch die meisten Investitionen der Santo Domino-Clans abwickelt.
Als Nachfolger von Julio César Turbay Ayala war Domingo vom 27. Februar 1981 bis 18. März 1983 kolumbianischer Botschafter in der Volksrepublik China. Julio Mario Santo Domingo wurde 2011 vom Forbes Magazin als einer der reichsten Männer der Welt und als zweitreichsten in Kolumbien eingestuft, mit einem Vermögen von 8 Mrd. US-Dollar. Er war ein enger Freund des kolumbianischen Autors und Nobelpreisträger Gabriel Garcia Marquez.

### Privates
Domingo war in erster Ehe mit dem brasilianischen Gesellschaftsmodell Edyala Braga Brandão do Monte und in zweiter Ehe mit der Kolumbianerin Beatrice Dávila Rocha (1975–2011) verheiratet. Aus der ersten Ehe stammte der Unternehmer Julio Mario Santo Domingo Braga (1958–2009) und aus der zweiten Ehe sind die Söhne Alejandro Santo Domingo Dávila (* 1977) und Andrés Santo Domingo Dávila (* 1978) hervorgegangen. Ein Enkelkind Tatiana Santo Domingo, die Tochter von Julio Mario Santo Domingo Braga, heiratete 2013 Andrea Casiraghi.